# Diglyphus insularis
Diglyphus insularis är en stekelart som först beskrevs av Charles Joseph Gahan 1914.  Diglyphus insularis ingår i släktet Diglyphus och familjen finglanssteklar. Inga underarter finns listade i Catalogue of Life.